# Joyce Chepkirui
Pour les articles homonymes, voir Chepkirui.
Joyce Chepkirui (née le 20 août 1988) est une athlète kényane, spécialiste des courses de fond.

## Biographie

### Palmarès
| Date | Compétition                            | Lieu        | Résultat | Épreuve     | Performance     |
| ---- | -------------------------------------- | ----------- | -------- | ----------- | --------------- |
| 2007 | Championnats d'Afrique juniors         | Ouagadougou | 5e       | 1 500 m     |                 |
| 2010 | Championnats du monde de semi-marathon | Nanning     | 5e       | Individuel  |                 |
| 2010 | Championnats du monde de semi-marathon | Nanning     | 1re      | Par équipes |                 |
| 2011 | Jeux africains                         | Maputo      | 2e       | 1 500 m     | 4 min 13 s 71   |
| 2012 | Championnats d'Afrique de cross        | Le Cap      | 1re      | Individuel  |                 |
| 2014 | Jeux du Commonwealth                   | Glasgow     | 1re      | 10 000 m    | 32 min 9 s 35   |
| 2014 | Championnats d'Afrique                 | Marrakech   | 1re      | 10 000 m    | 32 min 45 s 27  |
| 2014 | Coupe continentale                     | Marrakech   | 2e       | 5 000 m     | 15 min 58 s 31  |
| 2015 | Marathon d'Amsterdam                   | Amsterdam   | 1re      | Marathon    | 2 h 24 min 11 s |
| 2016 | Marathon de Boston                     | Boston      | 3e       | Marathon    | 2 h 30 min 50 s |

### Records
| Épreuve       | Performance     | Lieu      | Date              |
| ------------- | --------------- | --------- | ----------------- |
| 1 500 m       | 4 min 8 s 80    | Nairobi   | 16 juillet 2011   |
| 5 000 m       | 15 min 58 s 31  | Marrakech | 14 septembre 2014 |
| 10 000 m      | 31 min 26 s 10  | Melbourne | 10 décembre 2011  |
| 10 km (route) | 30 min 37 s     | Berlin    | 13 octobre 2013   |
| Semi-marathon | 1 h 6 min 18 s  | Prague    | 5 avril 2014      |
| Marathon      | 2 h 24 min 11 s | Amsterdam | 18 octobre 2015   |